# 酸化タングステン(VI)
酸化タングステン(VI)（Tungsten(VI) oxide）または三酸化タングステン（tungsten trioxide）、無水タングステン酸（tungstic anhydride）は、化学式がWO3の無機化合物である。鉱物からのタングステン回収時の中間体として得られる。タングステン鉱石はWO3を作るために、アルカリで処理される。さらに、炭素もしくは水素ガスを三酸化タングステンに反応させることによって純粋な金属タングステンに還元される。
{\displaystyle {\ce {2WO3 + 3C + heat -> 2W + 3CO2}}}
{\displaystyle {\ce {WO3 + 3H2 + heat -> W + 3H2O}}}
酸化タングステン(VI)は天然には、重石華(WO3・H2O)、メイマカイト(WO3・2H2O)、加水重石華（組成はメイマカイトと同じだが組成式はH2WO4と書かれる）のように水和物の形で存在する。これらの鉱物は非常に稀少である。

## 合成
CaWO4または灰重石を塩酸と反応させ、高温で水と反応してWO3に分解するタングステン酸を作る。
{\displaystyle {\ce {CaWO4 + 2HCl -> CaCl2 + H2WO4}}}
{\displaystyle {\ce {H2WO4 + heat -> H2O + WO3}}}
酸化条件でパラタングステン酸アンモニウム(APT)を焼成することによって合成することもできる。
{\displaystyle {\ce {(NH4)10[H2W12O42]\cdot 4H2O->{12WO3}+{10NH3}+10H2O}}}

## 構造
三酸化タングステンの結晶構造は温度に依存する。740℃以上では正方晶系、330℃から740℃では斜方晶系、17℃から330℃では単斜晶系、-50℃から17℃では三斜晶系となる。WO3の一般構造は空間群がP21/nの単斜晶である。

## 用途
三酸化タングステンは日常生活において様々な用途で使われている。X線スクリーンの蛍光面や建物の不燃加工に使われるタングステン酸塩が三酸化タングステンから工業的に製造されている。鮮やかな黄色をしているため、陶磁器や顔料にも使われる。
最近では、三酸化タングステンはエレクトロクロミックウインドウやスマートウインドウの製造に採用されている。これらウインドウは光の透過性を電荷の印加によって切り替えることができる。
水素エネルギーの需要が高まっていることから、漏洩水素を検知する目的で、三酸化タングステン（WO3）層に白金(Pt)またはパラジウム(Pd)の触媒層を重ねた水素検知材料の開発も進んでいる。WO3に水素イオンと電子が到達することで結晶構造が異なる物質に変化し、赤色の波長領域を吸収するため青色に着色したように見えるので（ガスクロミック現象）、透過光強度のモニタリングにより、爆発下限水素濃度の4%よりも低い1%を1秒以内の応答速度で検知できる。その反応は可逆的で、繰り返しの検知も可能。また、着色状態のWO3は電気伝導性を示すため、抵抗値を測ることで、100ppmから4%までの大気中水素ガス高感度定量も可能でもある。